# Myelobia vinasella
Myelobia vinasella là một loài bướm đêm trong họ Crambidae.